# Antón Paz
Antón Paz Blanco (* 8. August 1976 in Madrid) ist ein ehemaliger spanischer Segler.

## Erfolge
Antón Paz nahm zweimal an Olympischen Spielen mit Fernando Echávarri in der Bootsklasse Tornado teil. Die beiden belegten zunächst 2004 in Athen den achten Platz, ehe Echávarri und Paz vier Jahre darauf in Peking vor dem australischen und dem argentinischen Boot Olympiasieger wurde. Mit 44 Punkten behaupteten sie sich auf dem ersten Platz, nachdem sie unter anderem in vier der elf Wettfahrten der Regatta Erster wurden. Bei Weltmeisterschaften gelang Paz mit Fernando Echávarri 2005 in La Rochelle und 2007 in Cascais jeweils der Titelgewinn. Von 2010 bis 2016 war er in der Bootsklasse 49er aktiv.
2005 zeichnete der Weltverband World Sailing Paz und Echávarri als Weltsegler des Jahres aus. Im Volvo Ocean Race 2008–2009 war er Crewmitglied der Yacht Telefonica Black, die den sechsten Platz belegte.